# جوني هوليداي

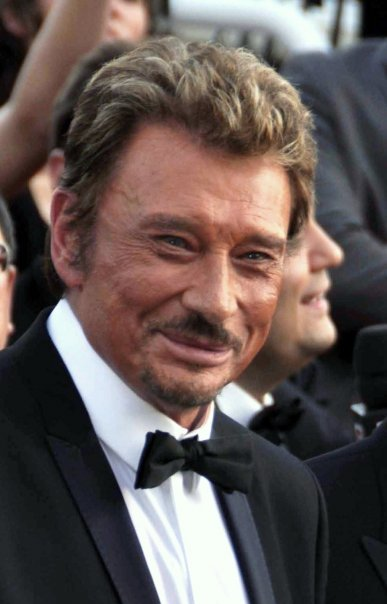
جوني هاليداي

جوني هاليداي (بالفرنسية: Johnny Hallyday)، اسمه الحقيقي جون فيليب سميت، (ولد بباريس في 15 يونيو 1943 وتوفي في 6 ديسمبر 2017) هو مغني وملحن وممثل فرنسي بدأ مسيرته الفنية سنة 1960. اشتهر بأداء موسيقى الروك والبلوز.
بعد أكثر من 50 سنة من النشاط كمغني، جوني هاليداي لا يزال واحداً من المغنين الفرنسيين والفرنكفونيين الأكثر شهرة، ومن أكثر الحاضرين في المشهد الإعلامي الفرنسي: 2105 ظهور على أغلفة المجلات بعد 47 البوم و 26 ألبوم من الحفلات الحية، (تقديرات أواخر 2011)، المبيعات سجلت أكثر من 100 مليون ديسك  وسجل أكثر من 1000 أغنية منها أكثر من مئة قام بتلحينها بنفسه، وحصل 40 مرة على مايسمى في عالم التسجيلات القرص الذهبي و، 22 مرة على قرص البلاتين. وتابع حفلاته أكثر من 28 مليون شخص في 180 جولة غنائية.

## الموت
توفي هوليداي من سرطان الرئة في 6 ديسمبر 2017 في Marnes-la-Coquette، بالقرب من باريس، في سن ال 74. الرئيس الفرنسي إيمانويل ماكرون وأشاد، وقال انه «تجاوز الأجيال ومحفورا في ذكرى كل فرنسي». وقال رئيس الوزراء البلجيكي تشارلز ميشيل «لدينا جميعا واحدة على الأقل من أغانيه التي جاءت إلى ذهننا هذا الصباح، وقد ترك لنا فنان كبير الحبيب، الذي سيعيش على مدى أجيال قادمة، وسوف تكون موسيقاه وشخصيته إلى الأبد في ذكرياتنا.» تكريما لأسطورة الصخرة، مدينة بروكسل في ضوء عيد الميلاد سنقوم بشغيل الأغاني لهوليداي بدلا من موسيقى الكريسمس، في مساء يوم 6 ديسمبر. سوف يزاع في مترو بروكسل أغانيه طوال اليوم في 7 ديسمبر 2017.

## أعماله السينيمائية

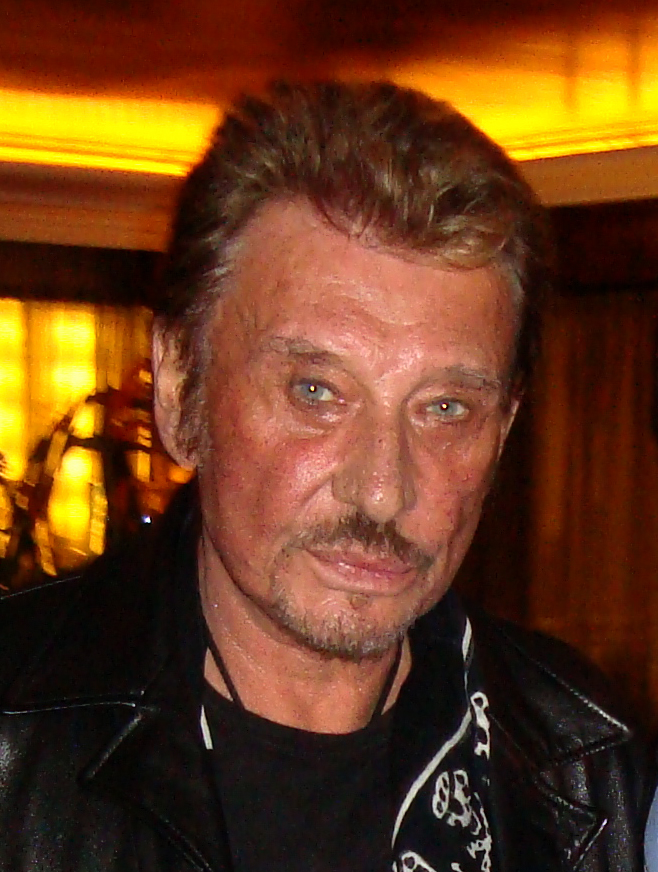
جوني هوليدي في 2009 في بروكسيل

## أعماله السينيمائية[14]
| السنة | اسم الفيلم                                              | السنة | اسم الفيلم                                                                           |
| 1962  | Les parisiennes as Jean Allard                          | 1999  | Why Not Me? as José                                                                  |
| 1963  | D'où viens-tu Johnny? as Johnny (but not Hallyday)      | 2000  | Love Me as Lennox                                                                    |
| 1963  | Cherchez l'idole as himself                             | 2002  | L'homme du train (The Man on the Train) (a.k.a. Man on the Train in the US) as Milan |
| 1968  | À tout casser\|fr as Frankie                            | 2003  | Crime Spree as Marcel Burot                                                          |
| 1969  | Le Spécialiste as Hud / Brad                            | 2004  | Crimson Rivers II: Angels of the Apocalypse as L'ermite borgne                       |
| 1970  | Point de chute as Vlad Le roumain                       | 2005  | Quartier V.I.P. as Alex                                                              |
| 1972  | L'aventure c'est l'aventure as himself                  | 2006  | Jean-Philippe as Jean-Philippe                                                       |
| 1977  | L'Animal as himself                                     | 2009  | Vengeance as Francis Costello                                                        |
| 1983  | The Case of the Missing Bottle as Monsieur Waitor       | 2009  | The Pink Panther 2 as Laurence Millikin                                              |
| 1984  | Détective directed by Jean-Luc Godard as Jim Fox Warner | 2014  | Salaud, on t'aime as Jacques Kaminsky                                                |
| 1987  | Terminus as Stump                                       | 2017  | Rock'n Roll as Johnny Hallyday                                                       |
| 1989  | The Iron Triangle as Jacques                            | 2017  | Chacun sa vie et son intime conviction                                               |
| 1991  | La gamine as Frank Matrix                               |       |                                                                                      |
| ----- | ------------------------------------------------------- | ----- | ------------------------------------------------------------------------------------ |

## روابط خارجية
- جوني هاليدي على موقع IMDb (الإنجليزية)
- جوني هاليدي على موقع مونزينجر (الألمانية)
- جوني هاليدي على موقع ألو سيني (الفرنسية)
- جوني هاليدي على موقع ميوزك برينز (الإنجليزية)
- جوني هاليدي على موقع أول موفي (الإنجليزية)
- جوني هاليدي على موقع قاعدة بيانات برودواي على الإنترنت (الإنجليزية)
- جوني هاليدي على موقع قاعدة بيانات الأفلام السويدية (السويدية)
- جوني هاليدي على موقع إن إن دي بي (الإنجليزية)
- جوني هاليدي على موقع أول ميوزيك (الإنجليزية)
- جوني هاليدي على موقع ديسكوغز (الإنجليزية)